# Epitausa olivescens
Epitausa olivescens är en fjärilsart som beskrevs av William Schaus 1913. Epitausa olivescens ingår i släktet Epitausa och familjen nattflyn. Inga underarter finns listade i Catalogue of Life.